# Åke Emanuel Andersson
Ake Emanuel Andersson (1936 Sollefteå – 2021) byl švédský ekonom a vysokoškolský profesor. Proslul především definicí kreativního prostředí.

## Život a kariéra
Ake Andersson se narodil roku 1936 v Sollefteå ve Švédsku a vystudoval univerzitu v Göteborgu. Roku 1979 se stal profesorem regionální ekonomie na univerzitě v Umeå. V letech 1988 až 1999 působil jako prezident Institutu pro studium budoucnosti. V poslední době působí jako profesor ekonomie infrastruktury na Královském technologickém institutu a také jako profesor ekonomie na univerzitě v Jönköping. Roku 1990 byl Andersson zvolen členem Královské švédské akademie inženýrských věd. V roce 1995 mu byla udělena v Japonsku udělena cena Honda Award.

## Kreativní prostředí
Andersson rozvíjel teorii kreativního prostředí, které roku 1865 definoval už francouzský filosof a historik Hippolyte Taine jako prostředí, kde se protne nashromážděná kultura s určitým životním stylem, čímž vznikne kultura ducha. Pokud má tato kultura prostor ke spontánní imaginaci, vzniká kreativní prostředí. Tato teorie se v díle Anderssonova krajana Gunnara Törnqvista propojila s teorií růstových pólů Francoise Perrouxe (ten roku 1965 reagoval na Schumpeterovy hospodářské cykly tím, že v problematice inovace vyzdvihl i prostor, kde k nim dochází). Törnqvist tedy k Tainově definici roku 1983 dodal, že kreativní prostředí se tvoří v "nahuštěném prostředí" (tedy v městě), kde je jedině možná potřebná komunikace a kompetence (schopnost adekvátně se projevit při nějaké činnosti). Pokud se k tomu přidá ještě schopnost všechny potřebné složky povznést na novou úroveň a určitá nestabilita, vzniká kreativní prostředí a v něm pokrok.

## Anderssonův přínos
Andersson k uvedenému nabídl definici podmínek, které k takovému povznášení na novou úroveň vedou. Zdůraznil nutnost různorodosti v rámci kultury i ekonomiky a dostatečnou ekonomickou základnu bez nadměrné regulace. Potřebnou nestabilitu systému, která lidi motivuje ke kreativitě, popisuje např. jako rozdíl mezi potřebou a skutečnými příležitostmi, nebo jako nejistotu budoucnosti. To by také vysvětlovalo vzedmutí kreativity např. v tzv. generačních šocích, jako jsou velké války, revoluce, nebo hospodářské krize. Zároveň je to ve věčném dynamickém kontrastu k lidské potřebě jistot, přičemž se na výzkumech ukazuje, že člověk pracuje efektivněji při jistotě věcí budoucích. Střetávání těchto postojů je tak charakteristické pro monumentální rozvoj Západní civilizace a také vývoj zemí, které ze západní kultury čerpají.